# 銀河
銀河（、英: galaxy）とは、恒星やコンパクト星、ガス状の星間物質や宇宙塵、そして重要な働きをするが、正体が詳しく分かっていない暗黒物質（ダークマター）などが重力によって拘束された巨大な天体である。英語「galaxy」は、ギリシア語で乳を意味する「gála、γᾰ́λᾰ」から派生した「galaxias、γαλαξίας」を語源とする。英語で天の川を指す「Milky Way」はラテン語「Via Lactea」の翻訳借用であるが、このラテン語もギリシア語の「galaxías kýklos、γαλαξίας κύκλος」から来ている。

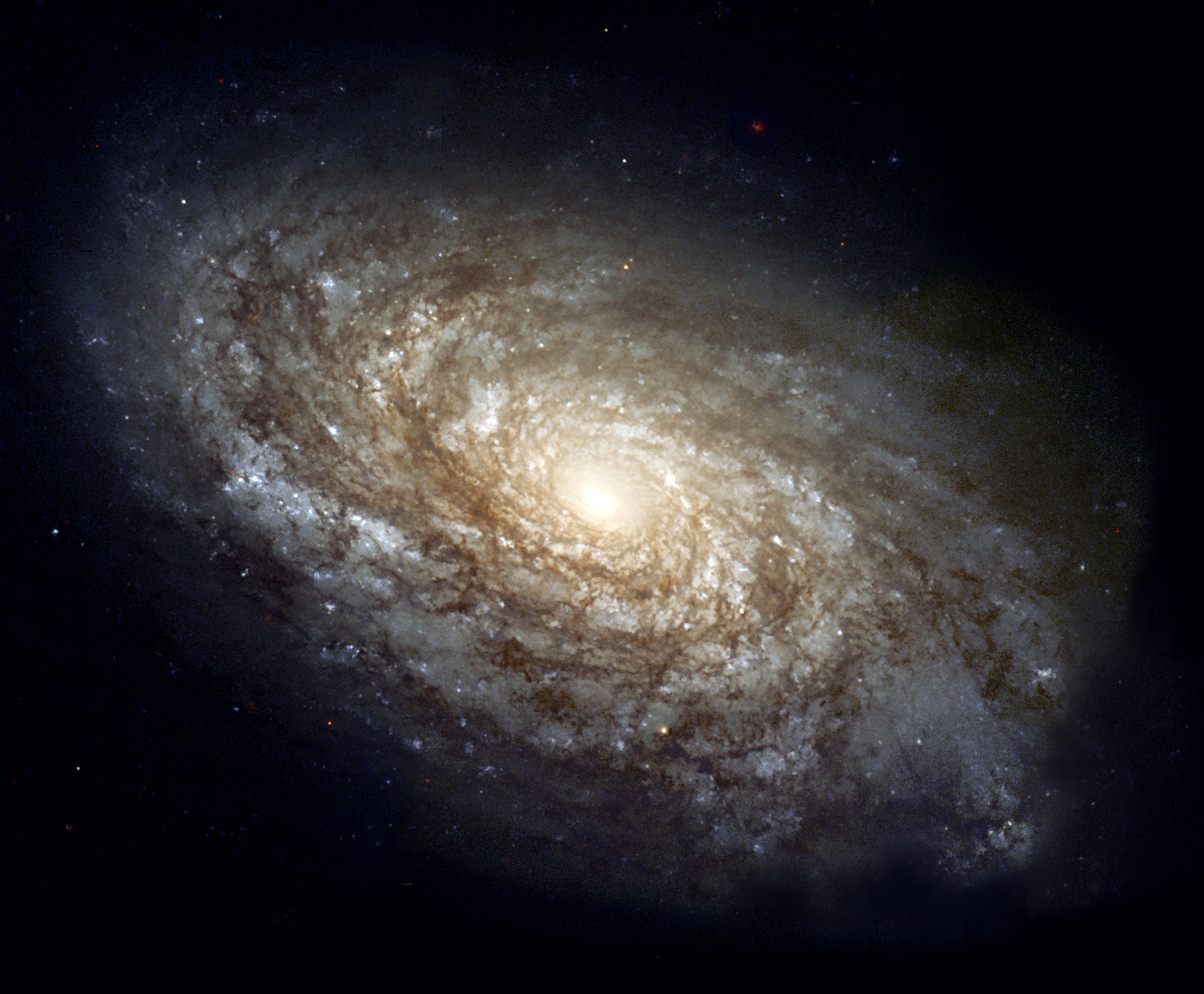
NGC 4414はかみのけ座にある典型的な渦巻銀河。直径約5万5000光年。地球からの距離はおよそ6000万光年の彼方にある。

1000万 (107) 程度の星々で成り立つ矮小銀河から、100兆 (1014) 個の星々を持つ巨大なものまであり、これら星々は恒星系、星団などを作り、その間には星間物質や宇宙塵が集まる星間雲、宇宙線が満ちており、質量の約90%を暗黒物質が占めるものがほとんどである。観測結果によれば、すべてではなくともほとんどの銀河の中心には超大質量ブラックホールが存在すると考えられている。これは、いくつかの銀河で見つかる活動銀河の根源的な動力と考えられ、銀河系もこの一例に当たると思われる。
歴史上、その具体的な形状を元に分類され、視覚的な形態論を以って考察されてきたが、一般的な形態は、楕円形の光の輪郭を持つ楕円銀河である。ほかに渦巻銀河（細かな粒が集まった、曲がった腕を持つ）や不規則銀河（不規則でまれな形状を持ち、近くの銀河から引力の影響を受けて形を崩したもの）等に分類される。近接する銀河の間に働く相互作用は、時に星形成を盛んに誘発しながらスターバースト銀河へと発達し、最終的に合体する場合もある。特定の構造を持たない小規模な銀河は不規則銀河に分類される。
観測可能な宇宙の範囲だけでも2000億個の銀河が存在すると考えられていたが、2016年の研究では少なくとも2兆個は存在するという推定結果が報告されている。大部分の直径は1000から10万パーセクであり、中には数百万パーセクにもなるような巨大なものもある。銀河間空間は、1立方メートル当たり平均1個未満の原子が存在するに過ぎない非常に希薄なガス領域である。ほとんどは階層的な集団を形成し、これらは銀河団やさらに多くが集まった超銀河団として知られている。さらに大規模な構造では、銀河団は超空洞と呼ばれる銀河が存在しない領域を取り囲む銀河フィラメントを形成する。

## 語源
英語「galaxy」は、本来は太陽系が所属する銀河系（天の川銀河 英：Milkyway Galaxy）を指すギリシア語のgalaxias (γαλαξίας)またはkyklos galaktikosから派生したもので、空に広がる「乳の輪」を意味する。ギリシア神話では、神ゼウスが死の運命を持つ人間の女性に産ませた幼子ヘーラクレースを不死にしようと、眠るヘーラーの胸に置いた。子供はほとばしる母乳を飲み、不死となった。しかしヘーラーは目覚め、見知らぬ幼児が乳を飲んでいる事に気づき、突き放した。すると彼女の母乳が夜空に噴き出し、ミルキーウェイの名で知られる軟らかな光の帯となった。天文学における表記では、大文字で始まる単語「Galaxy」は私たちの銀河系を指し、他の無数にあるものと区別している。
ウィリアム・ハーシェルが1786年に星雲目録を纏めた際、例えばM31などに「spiral nebula」（渦巻く星雲）という表現を用いた。これらが後に星々が集まった巨大な塊だということが分かり、本来の距離が判明すると、「island universes」（島宇宙)と呼ばれるようになった。しかし単語「Universe」（宇宙）は存在すべてを包括する言葉であったため、島宇宙という表現は廃れ、代わりに「galaxy」（銀河）という語が使われるようになった。
日本語の「銀河」は中国語の「銀河」（または「天河」）を由来とし、これは天の川の見た目の色を元に名づけられている。

## 種類と形態論

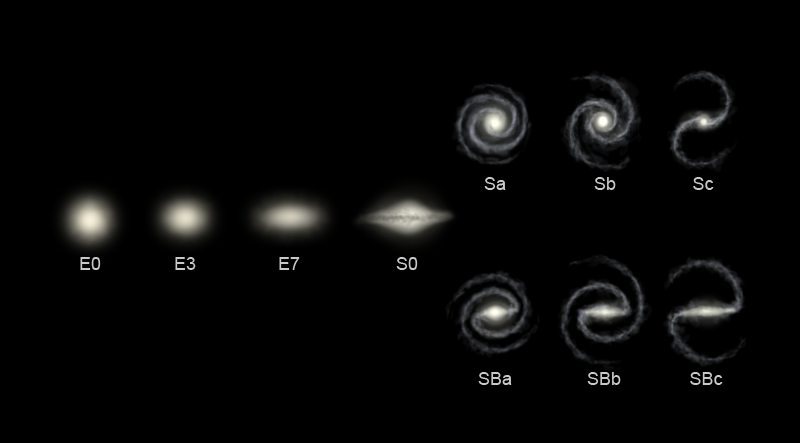
ハッブル分類による銀河のタイプ分け。Eは楕円銀河の種類、Sは渦巻銀河の種類を指す。SBは棒渦巻銀河である。表の左側は「早期型」右側は「晩期型」とも呼ばれる。

主に楕円型・渦巻型（渦巻・棒渦巻）・レンズ状を含む不定形がある。ハッブル分類はこれをより包括的に記述した分類である。しかし、あくまで外観上の特徴を捉えた考察であるため、スターバースト銀河のように星形成の程度や活動銀河のような活発な中心部を持つものなど、おのおのの重要な特性を反映していないという指摘もある。

### 楕円銀河
ハッブル分類では、扁平率により、真円に近い E0 から、高扁平率の E7 までの区分がある。視角による見かけの形状ではなく、銀河そのものがどの程度の楕円体であるかで評価される。内部には何らかの構造がほとんど見られず、一般には比較的小さな星間物質で構成されている。したがって、この種のものは散開星団の下限に含まれ、星形成が活発ではない。そして、多くは古く寿命を経た星が任意の方角にある重心を回っている状態にある。このような特徴は、より遥かに小さな球状星団と似通った部分がある。
銀河として知られている最大のものは楕円銀河で、衝突や合体などの銀河同士の相互作用により形成されたと考えられ、しばしば大規模な銀河団の中心近くで発見され、渦巻銀河などと比較すると大きさにかなりの開きがある。たとえば、天の川銀河とM87（おとめ座銀河団の中心にある巨大楕円銀河）の各銀河中心部にあるブラックホールの質量は、天の川銀河で太陽質量の400万倍、M87では太陽質量の30億倍以上である。M87は、現在でも1000以上の伴銀河を引き連れている。このような銀河団の中心に存在する巨大な楕円銀河はcD銀河へ分類される。
楕円銀河へ成長する過程のひとつと捉えることができるのがスターバースト銀河である。

子持ち銀河。渦巻銀河の構造が解かれている例。

### 渦巻銀河
薄い円盤状の回転する星々や星間物質で構成され、通常は中心部に近くなるほど古い星が多くなる。そして、中央の銀河バルジから比較的明るい渦巻き腕状の構造が伸びている。ハッブル分類では、S で示され、小文字 (a,b,c) で腕の粗密やバルジの規模を表し、Sa（湾曲度合いが大きく個別の識別が不明瞭な腕を持ち、大きなバルジを持つ） やSc（腕は開放的で、そのバルジは小さい） 等と表記される。そのほか、羊毛状渦巻銀河（わずかな腕だけのもの）（または毛ふさ状渦巻銀河）や、グランドデザイン渦巻銀河（しっかりと識別可能で湾曲具合が激しい腕が観察できるもの）などもある。
腕は、一様に回転する星の相互作用から、対数螺旋に近似した形状を持つ。星々と同様に、腕はバルジを中心に回転し、その角速度は一定である。この渦巻く腕は高密度の物質が集まる領域、もしくは密度波と考えられている。星がこの腕の領域に入ると恒星系の宇宙速度が影響を受け、腕部分を抜けると元に戻る。これは、自動車が道路で渋滞にはまると速度が落ち、抜けると早くなる現象と酷似している。そしてこの高密度な状態が星形成を促進するため、腕は輝いて見える。つまりは、腕部分には若い星が多く存在する。

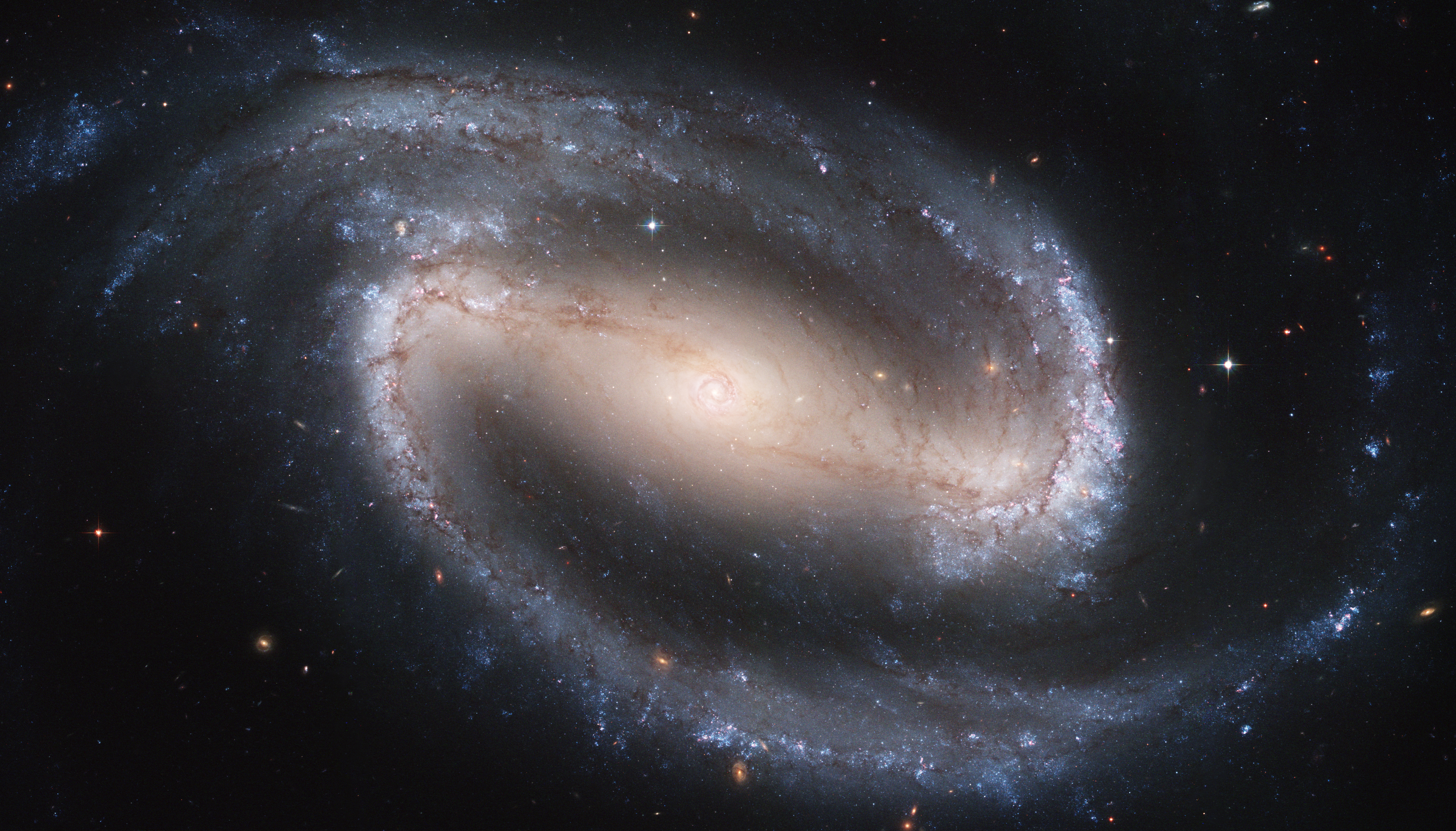
NGC 1300。棒渦巻銀河の例。

大多数は、バルジから両方向に伸びる直線的な棒状の星の帯を持ち、渦巻構造と接続している。ハッブル分類では SB で表し、小文字 (a,b,c) は渦巻銀河と同様に腕の粗密を表す。この棒構造は、バルジ部分や他の銀河から寄せられた銀河潮汐力による密度波によって作られた一時的なものと考えられている。また多くの棒渦巻銀河は、棒構造に沿ってガスがバルジに流れ込むため、活動的である。
天の川銀河は直径約3万パーセク、厚さ約1000パーセクの棒渦巻銀河である。約2000億 (2×1011) の星があり、全重量は太陽の6000億倍 (6×1011) である。

### その他の形態
他の銀河との相互作用によって変わった特性を持つ異形の銀河がある。リング銀河（環状の星々が露出した中心部を取り巻いている。車輪銀河とも）は、比較的小さな銀河が渦巻銀河の中心部を通過することで生じると考えられている。このような衝突は、赤外線分析の結果から多重環構造が見つかったアンドロメダ銀河でも起こったと考えられている。
楕円銀河と渦巻銀河双方の特徴を有する中間型のレンズ状銀河は、ハッブル分類では S0 で示され、不明瞭な渦巻き状の腕がありながら、楕円形状の銀河ハローを持つ。ガスの量に乏しく、星形成は盛んではないと考えられている。
これ以外に、形態論上容易に分類できないものも多く、これらは一括して不規則銀河と呼ばれ、何らかの構造を持つがハッブル分類には当てはめられない種類は Irr-I、構造を持たない種類は Irr-II と識別される。ガス成分が多く、星形成は活発だと考えられている。

### 矮小銀河
大きな楕円・渦巻銀河が目立つが、宇宙のほとんどの銀河は規模が小さく、これらは矮小銀河と言い、天の川銀河の100分の1程度に当たる数十億個の星を持つにとどまる。近年では差し渡しが100パーセク程度の非常に小さな矮小銀河が発見されている。
多くの矮小銀河は大きな銀河を周回していると考えられる。天の川銀河は少なくとも1ダースの矮小銀河を伴っており、未発見のものを含めれば300-500個程度があるものと思われる。矮小楕円銀河・矮小渦巻銀河・不規則銀河といったものに区分される。矮小楕円銀河の形状は大きな楕円銀河とかけ離れているため、矮小楕円体銀河とも呼ばれる。
天の川銀河周辺にある27個を調査した結果によると、星の総数は高々数百万であるのに対して、その中心部の質量は太陽質量のおよそ1千万倍であることがわかった。これは、銀河質量において暗黒物質が占める割合の高さを示し、また、規模の下限からウォームダークマターによって起こされる重力結合の限界を知ることができる可能性も示唆された。

## 異例な変動や活動

### 相互作用銀河

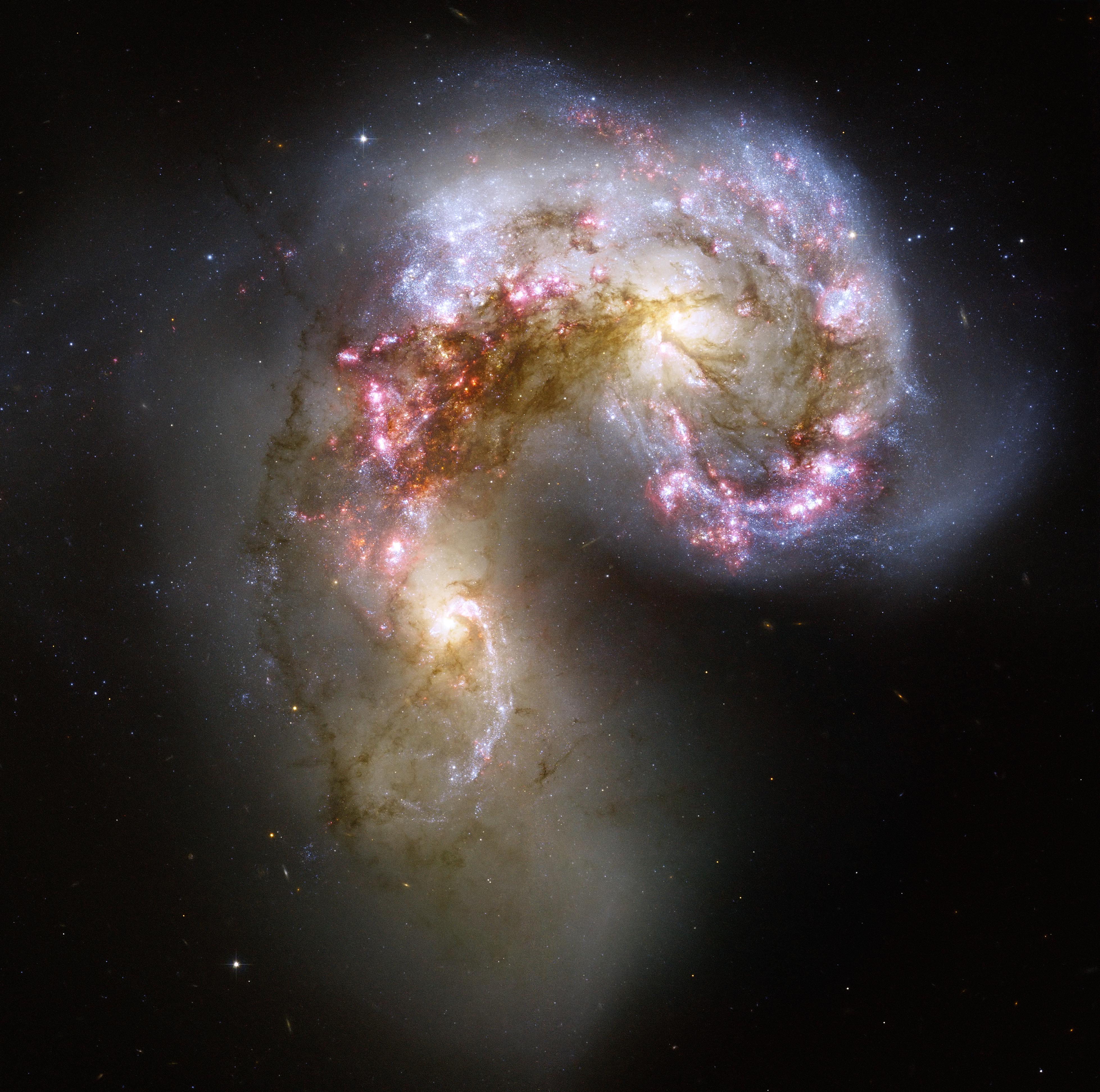
触角銀河は、衝突を経て結果的に合体した銀河である。

集団の中にある銀河は、その直径と比べるとお互いの距離が近い。そのため、銀河間には相互作用が頻繁に働き、銀河に変化を与える重要な役割を果たす。銀河同士が接近すると、銀河潮汐力によってひずみや曲がりが生じ、さらにはガスや塵を交換させるようになる。
2つの銀河が互いに近づく際、通り抜けるに充分な相対的速度を持つ場合には、合体ではなく衝突が生じる。しかし、この過程で中の星々がぶつかり合うことは希で、一般的にはやがて2つの銀河は通り過ぎてゆく。しかしガスや塵には合体が起こる。これが星間物質を掻き混ぜ、圧縮させると、爆発的な星形成に繋がる。衝突は、棒や環、または尾っぽのような構造を銀河にもたらす。
相互作用の極端な例は、銀河の合体である。これは、接近速度が遅く、徐々に重なり合いながら単一の大きな銀河へ成長する。その形は、合体前と大きく変貌する場合がある。ただし大きさが極端に違う場合は銀河の共食い (Galactic cannibalism) と呼ばれ、小さな銀河は形を崩し、大きな銀河には比較的変化が生じない。天の川銀河は、現在いて座矮小楕円銀河とおおいぬ座矮小銀河を捕食しつつある。

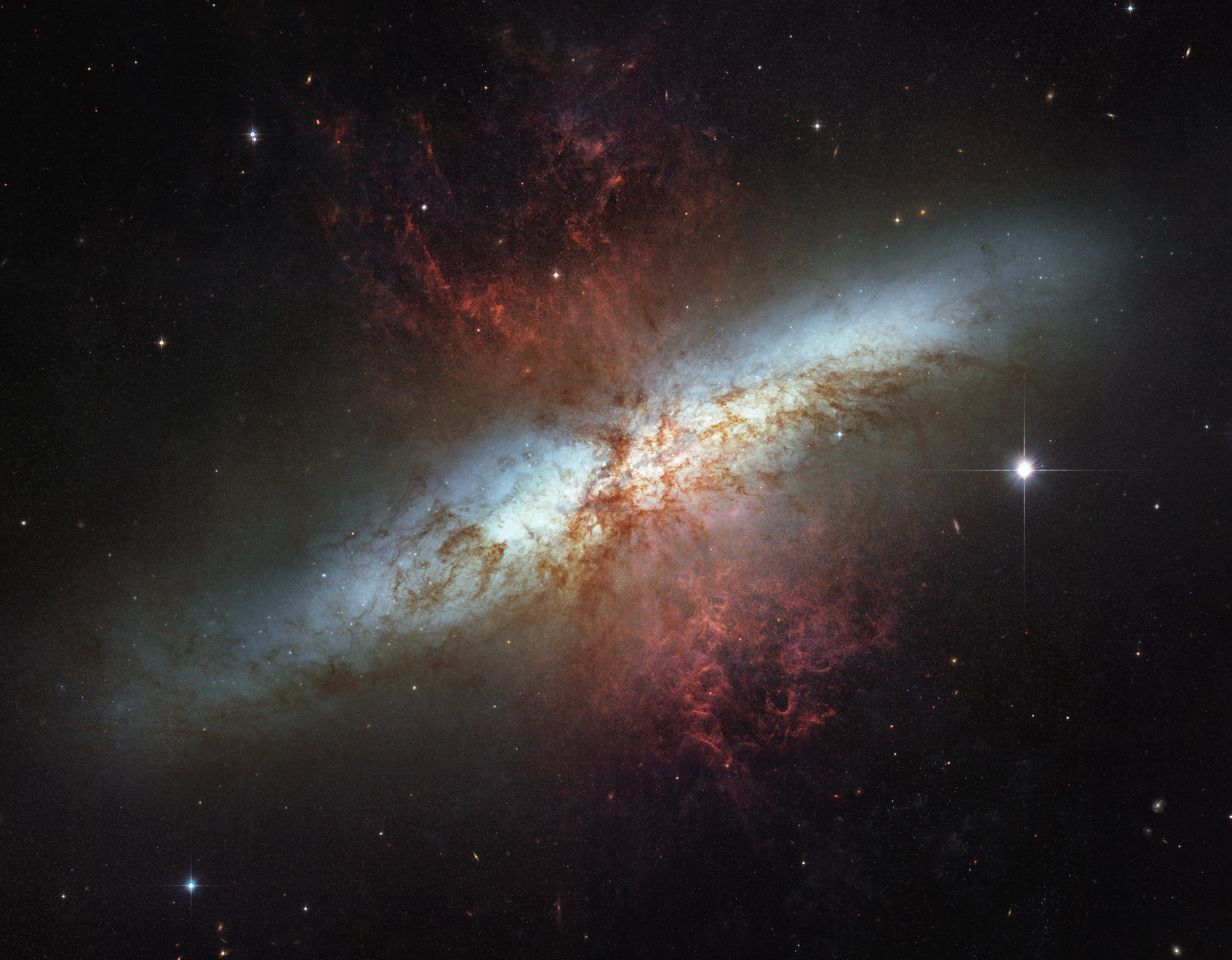
M82は典型的なスターバースト銀河。星の生成率は通常の10倍に達する。中心部から上下に広がる赤い放射は電離した水素ガスである。

### スターバースト銀河
恒星は、銀河内の巨大な分子雲で作られる冷たいガスから生成される。いくつかの銀河において、この星生成が例外的に活発な現象が発見され、これらはスターバースト銀河と呼ばれる。そこでは、銀河によっては通常の100-1000倍規模の星が生まれ、この過程で発せられる強い赤外線を観測できるものを超高光度赤外線銀河という。しかしながら、このような状態が続くと銀河内のガスが急激に消費されるため、スターバースト状態は銀河の寿命から考えれば非常に短い1000万年程度しか持続しないと考えられている。初期の宇宙では、この形態が一般的だったと推定され、現在でもすべての恒星生成の15%を占めている。
塵やガスが豊富で、大質量の星々が電離した雲で囲まれたHII領域を持つ。これらの大質量星が起こす超新星爆発が超新星残骸を撒き散らし、周囲のガスなどに強い作用を与える。そして、ガス領域の至る所で新しい星の生成を連鎖反応的に起こす。これは、利用可能なガスのほとんどが消費されるか広く分散してしまうまで続く。
しばしば相互作用銀河と関係する。この一つの例がM82であり、近接するより大きな銀河M81からの影響を受けている。不規則銀河の存在は、宇宙におけるスターバースト活動のたかまりを示している場合がある

### 活動銀河

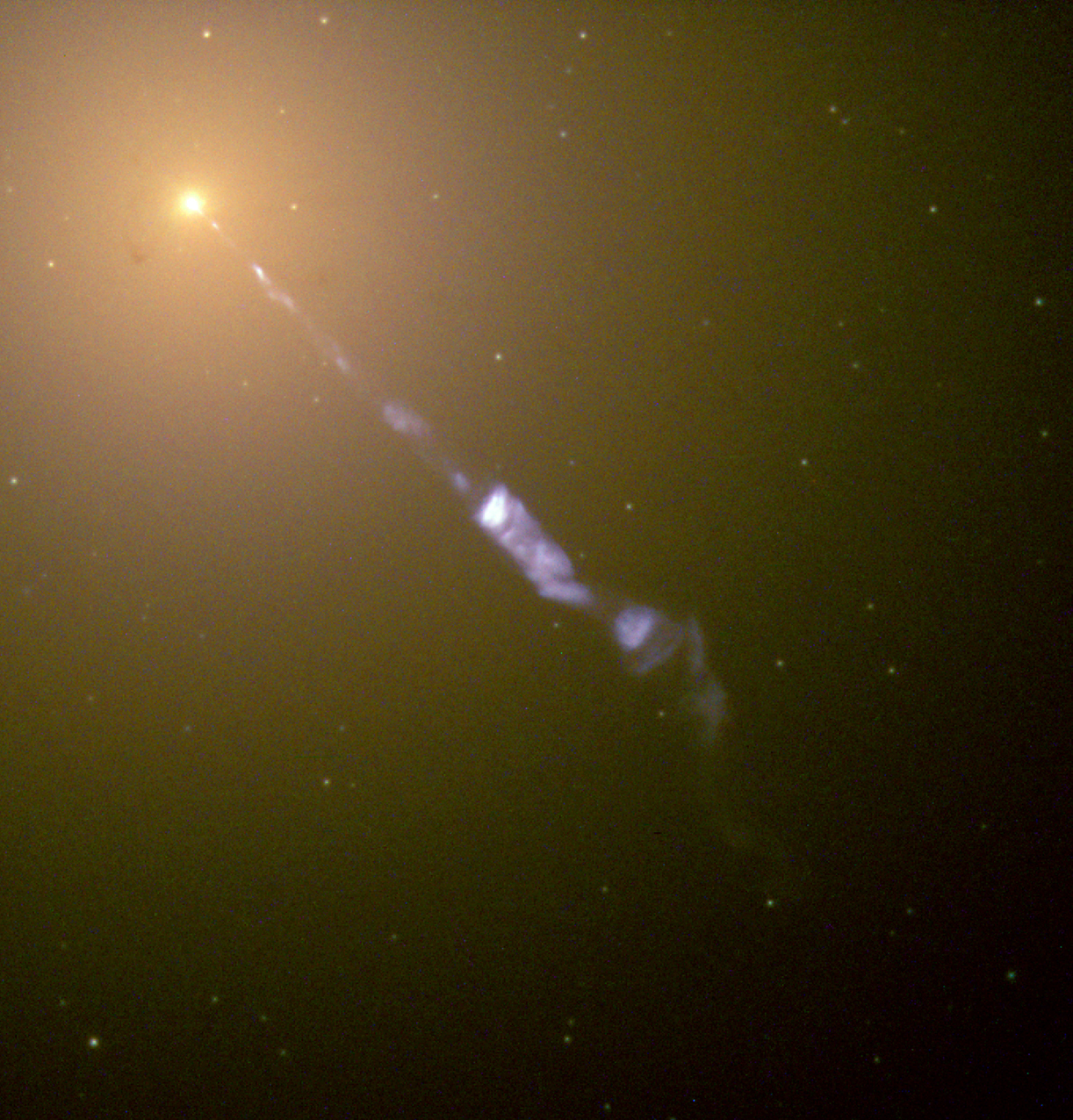
電波を放つ楕円銀河M87の中心部から放たれる放射。

観察された銀河の中には、非常に活動的な種類のものがある。すなわち、銀河から放出されるエネルギーの大部分が星やガス・星間物質とは異なる部分を元にしている。これらは活動銀河と呼ばれる。
このエネルギー発生源は、銀河中心に存在する超大質量ブラックホール (SMBH) 周囲に形成された降着円盤である。活動銀河中心核の放射現象は、降着円盤の物質がブラックホールに落ち込む際の銀河潮汐力に由来する。この物質のうち約10%程度が、中心部から双方向に1組の宇宙ジェットとなり、光速に近い速度で噴出してゆく。ただし、このメカニズムははっきりと判明していない。
高エネルギーの放射線を発するものがあり、X線が検知される種類は光度によってセイファート銀河やクエーサーと呼ばれ、とくに宇宙ジェットが地球の方向へ放たれている種類のものはブレーザーと呼び、あらゆる周波数の電波を放出する銀河は電波銀河と呼ばれる。これらは、観察者の視角に基づいた活動銀河の分類である。
スターバースト銀河と同様に低電離中心核輝線領域（LINER）との関連が指摘される。LINERタイプの銀河から放たれる放射は、弱くイオン化された物質である。近隣に存在する銀河のうちおよそ3分の1はLINERタイプの中心部を持っていると考えられている。

## 形成と進化
構造および進化に関する研究は、どのようにして生まれ、そして宇宙の歴史においてどのように変化していったのか、という疑問を明らかにしようとする研究である。この分野におけるさまざまな理論は広く受け入れられているが、とくに天体物理学のなかで活発な研究が行われている分野でもある。

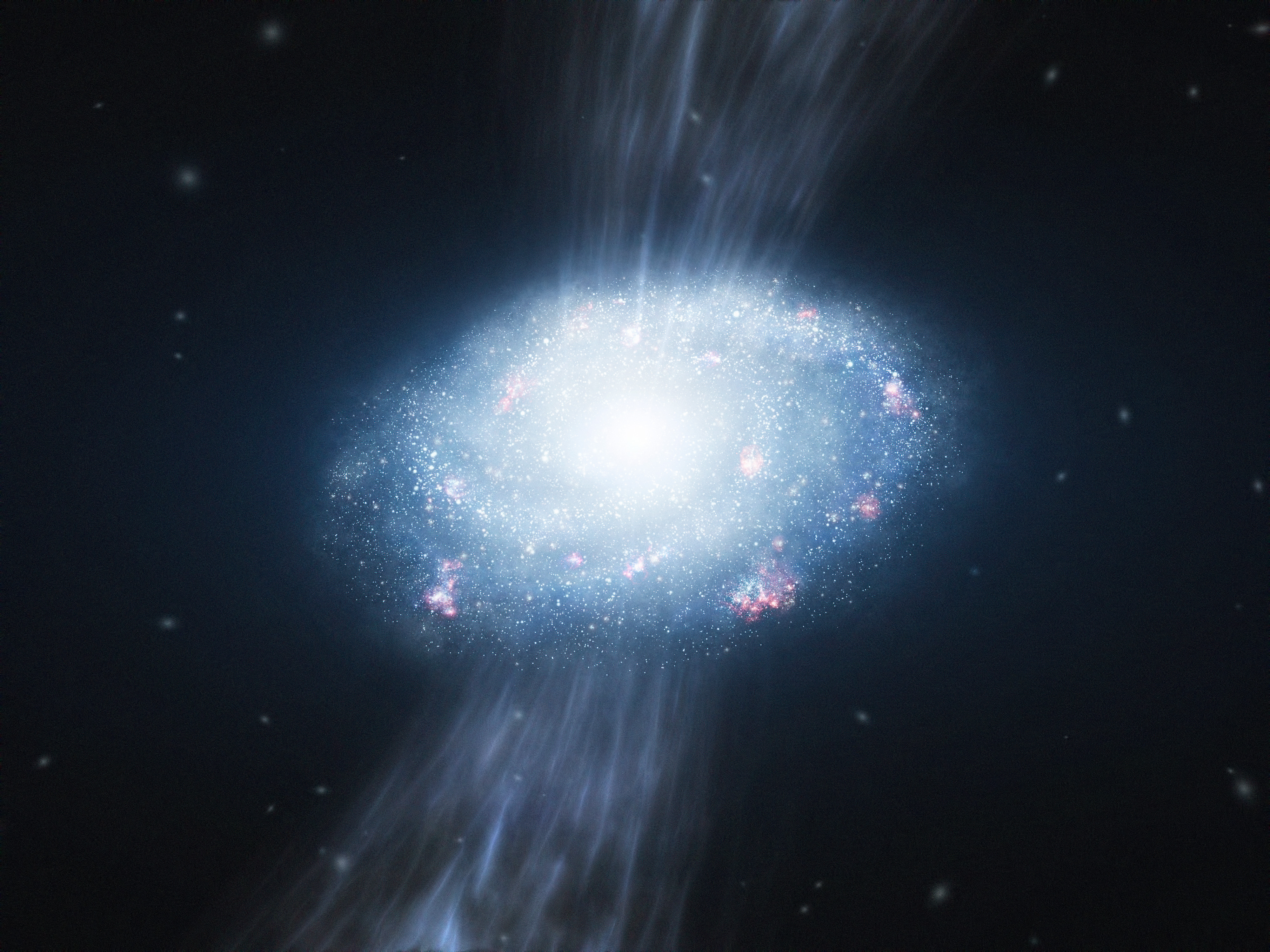
ヨーロッパ南天天文台のL. Calçadaによる、若い銀河の想像図

### 形成
現代、初期の宇宙形成モデルはビッグバン理論に基づいており、ビッグバン発生から約30万年後、ビッグバン原子核合成といわれる現象により水素とヘリウムの原子核が合成され、さらに自由電子を取り込む再結合をへて元素が形成されたとされる。この時点でのほとんどの水素はイオン化されていないため光子の運動に干渉しなかったため、まだ星は形成されず、宇宙は「暗黒時代」と呼ばれる時期にあった。この状態に変化を与えたものが、原始的物質の密度の変動（まはた異方性）で、これにより冷たい暗黒物質の銀河ハローの中でバリオンの凝集が開始された。このように、初歩段階では暗黒物質が先に凝集を始め、そこにガスが集まった構造物が、現在の銀河となったと考えられている。
2006年、赤方偏移の度合いが非常に高い銀河IOK-1が発見されたが、偏移量6.96は、ビッグバン後7億5000万年に相当し、これは確認された最古の銀河のひとつと考えられている。他にも、Abell 1835 IR1916のような高い赤方偏移の銀河発見もあり、IOK-1が示す時代とその構造は信頼されるものとなった。これら初期の原始銀河は、宇宙がいわゆる暗黒時代にあった頃から成長を続けていたと考えられている。
今のところ、この初期銀河の詳細な形成過程は判明しておらず、天文学上の大きな未解決問題のひとつである。提案されている理論には、大きく分けてトップダウンモデルとボトムアップモデルがある。トップダウンモデルとは、エデン・リンデンベル・サンデージ（ELS）モデルのように、宇宙開闢（宇宙誕生）から1億年経過頃に大規模なガスの収縮が起こり、それが分裂しながら超銀河団が形成されたという考えである。ボトムアップモデルは、サーレ・ズィン (SZ) モデルのように、最初は銀河系質量の100分の1程度に相当する比較的小規模なガスのかたまりが生じ、そこから生じた球状星団の集まりが段々と集まりながら大きな銀河を形成するようになったというものである。しかし、初期銀河の観測実績はほとんど無く、銀河誕生モデルは謎のままである。しかし21世紀に入り、星を構成する元素のほとんどが水素とヘリウムからなるものが発見されはじめ、これらが宇宙初期の第1世代天体ではないか推察されている。またこのような発見からシミュレーションによる銀河と星の形成が明らかにされつつある。
銀河の先駆体が収縮を始めた後、その中に種族IIIの恒星による銀河ハローが現れるようになる。ほとんどが水素とヘリウムからなるこれらの星は一様に巨大で、比較的早く超新星爆発を起こし重金属を星間物質に撒いたと考えられる。また、巨大な星々からの強い輻射によって周囲の水素元素は電離（これを再結合に対して宇宙の再電離という）され泡状に広がったと考えられている。

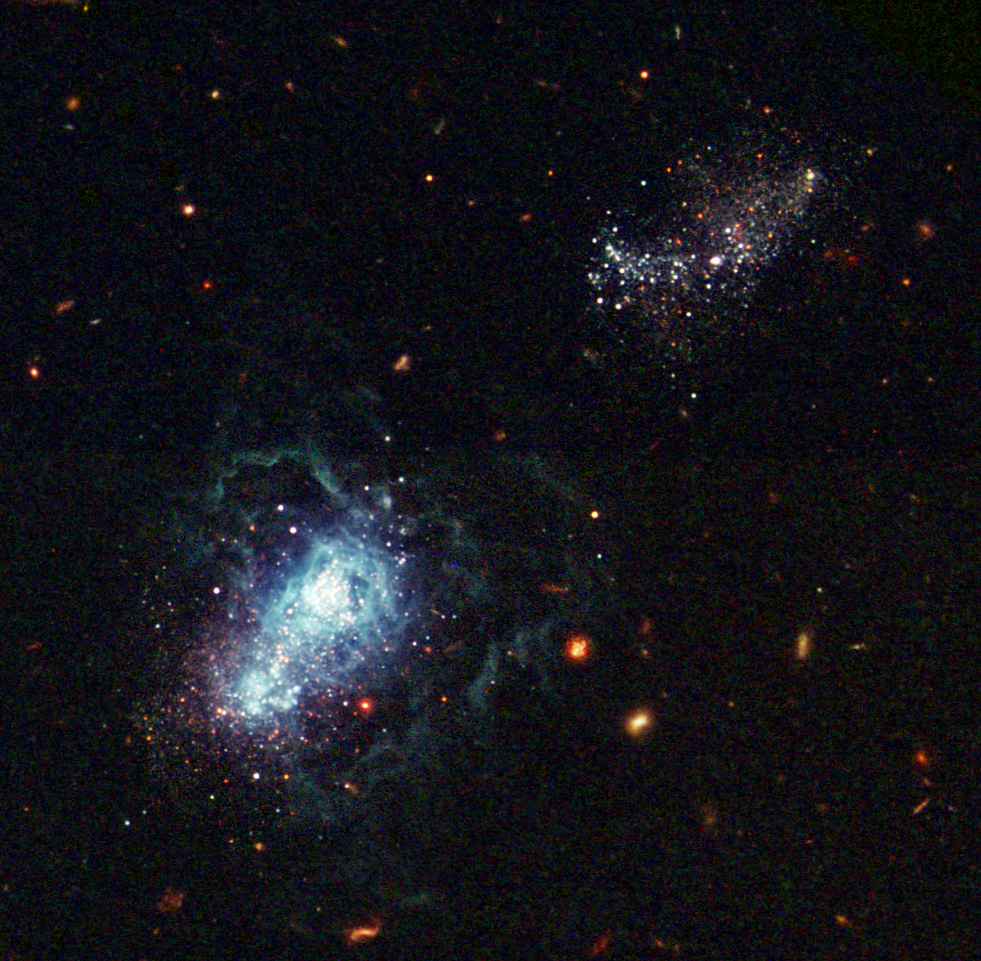
左下のI Zwicky 18は、新しく形成された銀河と見なされる。

### 進化
宇宙誕生から10億年の間に、鍵となる銀河バルジが現れるようになる。なかでも超大質量ブラックホールの発生は、総物質量に制限を加えることで銀河の進化を促す重要な役割を果たした。この初期の頃、銀河では盛んに星が形成される。
次の20億年にかけて蓄積された物質は銀河円盤を形成するようになる。銀河は一生を通じて星間雲や矮小銀河との合体を通じて物質を吸収し続ける。この物質はほとんどが水素やヘリウムだが、恒星の誕生と死が繰り返されるうちに重元素が増えてゆき、その中に惑星を持つようになる。
銀河の発展は相互作用と衝突が大きな影響を与えた。初期宇宙では、銀河の合体は一般的な出来事であった。そしてそれらは形態論から外れた形ばかりだった。恒星同士程度の距離があれば、銀河衝突による惑星系への影響はほとんど無い。しかしながら、渦巻銀河の腕を取りまとめる星間ガスや宇宙塵などの重力がはがされると、触角のような長い腕が伸びた状態になる。例として、NGC 4676や触角銀河が知られる。
この相互作用は天の川銀河にも働いており、近傍のアンドロメダ銀河と秒速約120-130kmで近づき合っている。そして50-60億年後には衝突する可能性が指摘されている。この衝突において活発な星形成が行われた後、二つの銀河は一度通り過ぎると考えられているが、その際に太陽系がアンドロメダ銀河側に移されてしまう可能性も3%程度ある。そしてふたたび近づき、最終的には一つの楕円銀河になると考えられている。過去にも、天の川銀河は小型の銀河と何度も衝突しており、その証拠は次々と見出されている。
このような大規模な相互作用が起こることは希である。時間が経過するとともに、同規模の銀河が衝突する事例は少なくなる。ほとんどの明るい銀河では、頻繁に衝突が発生した時期は約100億年前であり、過去数10億年間にわたり抱える星の総数は大きく変化していないと考えられている。

## 大規模構造
大深度宇宙を調査すると、銀河同士が近く結合した様子が高い頻度で見つかる。最近の10億年では、同規模の銀河と有意な影響を及ぼし合わない孤立した銀河は比較的少なく、観測からはわずか5%程度しか見つかっていない。これらも過去には合体を経験していたり、小さな伴銀河を持っている可能性はある。孤立銀河は他銀河との相互作用でガスが取り去られる事が無いため、標準的な銀河よりも星形成の割合が高い。
巨視的には、ハッブルの法則で明らかになった通り宇宙は膨張しており、それに引きずられて個々の銀河の間隔は基本的に広がっていると考えられている。しかし局地的には、銀河相互に働く引力によって拡張に逆らっている。この銀河の群集は、暗黒物質の集まりが銀河をひきつけて、宇宙の初期には形成されていた。そして群集はさらに集まり、大きな集団を形成するようになった。この集合が進展する過程でガスもまた集まり、銀河内部の熱量を高め、30 - 100メガケルビンにまで達する。このような集まりの質量のうち、70-80%を暗黒物質を占め、10-30%が熱いガスであり、銀河を構成する物質は残りのわずか数%でしかない。
宇宙のほとんどの銀河は、ほかの多くの銀河から重力の影響を受けている。その形は3-50個ほどの銀河が集まった銀河群と呼ばれる小規模な集団に始まり、フラクタル状の階層的段階の集団を構成する。200万光年程度の狭い領域に纏まった銀河群はコンパクト銀河群と呼ばれる。最も一般的な集団は50-1000個ほどの銀河が集まった銀河団であり、宇宙そして銀河中のバリオン物質がつくる主要な構造である。このような状態を維持するために、銀河群はビリアル定理で示されるように飛び出さない程度の速度を保ち、重力で繋がっていなければならない。その一方で運動エネルギーに欠けているとやがて合体し、brightest cluster galaxyが時とともに潮汐力で周囲の銀河を破壊し取り込むように、単一の巨大な楕円銀河に組み込まれやすい。
超銀河団とは、個別なり集団なりの万単位の銀河を含む、直径1億光年にも達する銀河の集まり。そしてこれらは、広大な薄膜と繊維が空隙を包むような宇宙の大規模構造を作り上げる。この規模からの視点を以って、銀河分布は等方性と均質性があるものとみなせる。
天の川銀河は、局所銀河群と呼ばれる約1メガパーセクの領域で集団を形成する銀河の集団に属す。アンドロメダ銀河は天の川銀河と並ぶ大きさを持ち、その他は矮小銀河である。この局所銀河群そのものは雲状のおとめ座銀河団の一員であり、さらに大きな視点から見るとこれさえおとめ座超銀河団に含まれる。そしてこの超銀河団も、他の銀河団とともにケンタウルス座の方向にあるグレートアトラクターに引きつけられている。

## 未来
現在、星形成が盛んに行われる場所はおしなべて小さく、冷たいガスがあまり消耗されていない銀河である。天の川銀河のような渦巻銀河では、星間に漂う水素の分子雲が密集するような場所でしか新しい恒星は生まれない。楕円銀河のガスはほとんど消費されているため、新しい星が生み出される事はほとんど無い。星形成の材料は有限であり、恒星が水素を重い元素に合成し続ければ、やがて尽きて新たな星は誕生できなくなると考えられている。
1000億年ほどが経過すると、天の川銀河などはおとめ座銀河団の各銀河と合体し、超巨大楕円銀河に纏まってしまうと考えられている。そして、それまでに宇宙の膨張は続き、他の銀河は見かけ上、光速を超える速度で遠ざかるため観測できなくなってしまう。
「星の時代」が衰えを見せ、小さくより寿命が長い赤色矮星ばかりが銀河系の中心要素となり、もはや恒星が誕生しなくなるのは10兆から100兆年（1013 – 1014年）後と見られている。そして星の時代末期は、コンパクト星、褐色矮星、より冷えた状態の白色矮星や黒色矮星、中性子星、そしてブラックホールによって銀河が作られている状態となり、見かけの色も暗い赤色を経てやがて輝きを失う。最終的に、重力の緩和時間を過ぎれば、全ての星は超大質量ブラックホールに飲み込まれるか、あるいは衝突を繰り返して銀河間空間に放り出されるかの結果が待っている。
なお、ダークエネルギーが異なる未来図を描く可能性もある。宇宙を膨張させる謎の力とされるダークエネルギーが将来増加すれば、銀河は纏まるよりも早く加速度的な膨張の中で膨れ上がり、やがて引き裂かれる事も考えられている。このシナリオはビッグリップと呼ばれる宇宙の終焉像の一現象である。

## 観測の歴史

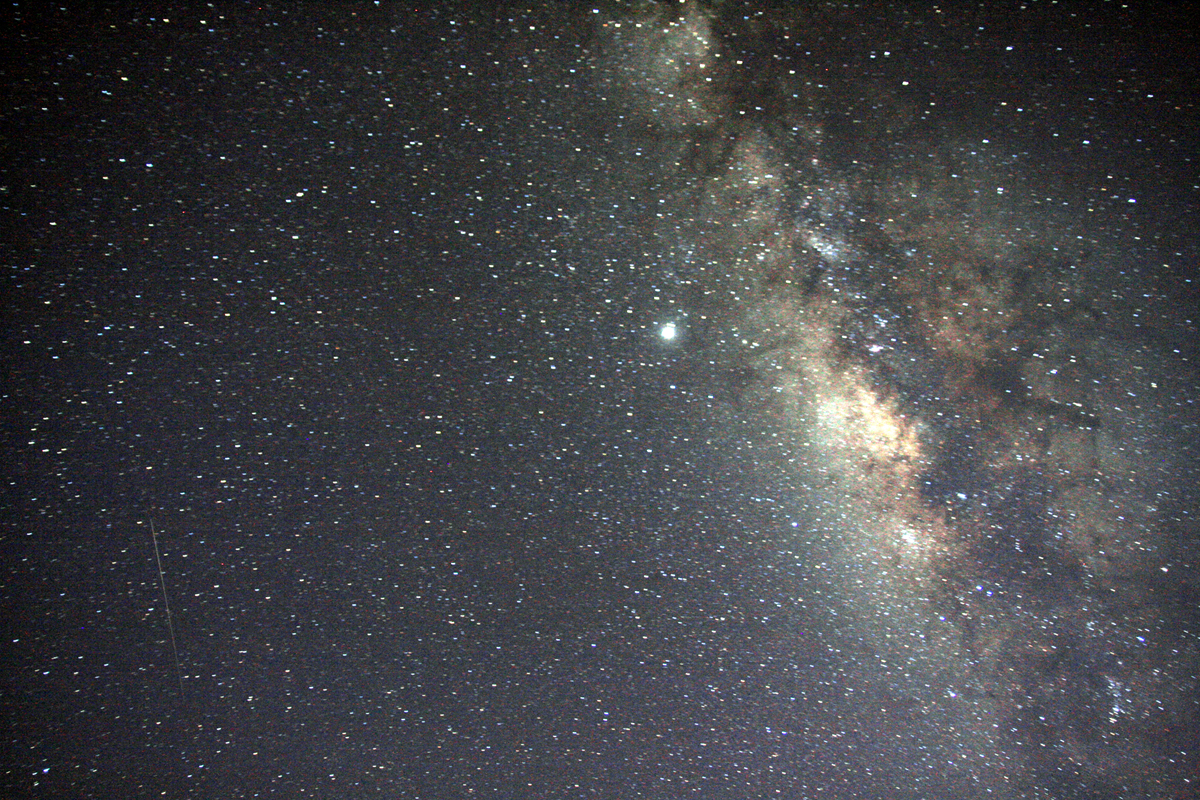
銀河系の銀河核

### 天の川銀河の考察
ギリシア哲学者デモクリトス（紀元前450年 - 前370年）は、天の川（ミルキーウェイ）と呼ばれる光の帯は、遠くにある星だと述べた。それに対しアリストテレス（紀元前384年 - 前322年）は、巨大で数多く互いに近接した星々が発する灼熱の呼気が発火することで天の川が輝いていると、そしてこの発火は天の運動と連動している領域である大気の上部で起こっていると考えた。ネオプラトニズムのオリンピオドロス（495年 - 570年）は、天の川が大地と月の間で起こる現象ならば、時期と場所によって異なる様相を見せるはずであり、また離れた場所から観察すれば視差が確認できるはずだが、そのような事は無いとアリストテレスの説を批判した。彼は天の川は「天」にあるとみなし、この考えはイスラム世界へ影響を与えた。
イスラムの天文学では、イブン・アル・ハイサム（965年-1037年）が初めて天の川の視差観測に挑み、有意な結果を得られなかったことから「これは地球から非常に遠くにあり、大気中の現象ではないと断定できる」と考えた。ペルシア人のアブー・ライハーン・アル・ビールーニー（973年 - 1048年）は天の川を、「星雲状の星が無数の破片となり集まったもの」であるという見解を示した。アンダルスのイブン・バーッジャ（?-1138年）は、天の川が互いに接触するほど近接した星々で構成され、大気上の屈折効果で繋がったように見えるという説を述べ、その証拠として木星と火星の合を観測した結果を示した。シリア生まれのイブン・カイイム・アルジャウズィー（1292年 - 1350年）は、天の川を「球形に固められた無数の小さな星」であると説明した。
天の川が無数の星で成り立っていることは、1610年にガリレオ・ガリレイが光学望遠鏡を用いて研究し証明された。1750年、トーマス・ライトは著作『宇宙の新理論 新仮説』にて天の川を、太陽系を非常に大規模にしたような、数多い星が重力で引き合いながら寄せ集まった状態の回転体だと考えた。そして、天の川が空に架かる帯状である理由は、円盤の内側から見ているためだと述べた。

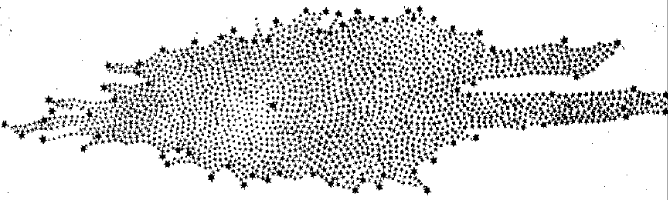
1785年にウィリアム・ハーシェルが提唱した天の川銀河の形。無数の星で形成され、太陽はほぼ中心にあると仮定された。

最初に天の川銀河の形状と太陽の位置を記述する試みは、1785年にウィリアム・ハーシェルによって行われた。彼は天空の星を丁寧に数え、太陽系がほぼ中心に位置する銀河系の図を作成した。ただしこれは、全ての星が放つ真の明るさは一定という前提に立っていた。1920年にはヤコブス・カプタインが考察の末、中心近くに太陽を持つ直径約15キロパーセクという小さな楕円銀河系図を作成した。ハーロー・シャプレーは球状星団の一覧を基礎にする手法から、根本的に異なる太陽が中心から離れた約70キロパーセクの平板な円盤状銀河の図にたどり着いた。これらの考察は、銀河平面に存在する宇宙塵による吸光を考慮していなかったが、1930年になってロバート・トランプラーが散開星団の研究を通じて吸光の度合いを測り、現在考えられている直径約10万光年の銀河系の姿を描き出した。

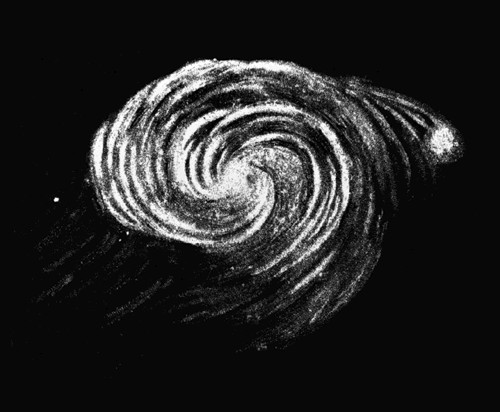
ロス伯爵ウィリアム・パーソンズが1845年に描いたM51のスケッチ。これは現在子持ち銀河として知られる。

### 系外銀河の識別
10世紀、イスラムの天文学者アブド・アル・ラフマン・アル・スーフィーはアンドロメダ銀河について最古の記録のひとつを残し、これを「小さな雲」と記した。彼はまた、イエメンで観察した大マゼラン雲の識別も行った。これはヨーロッパからは見えず、16世紀にフェルディナンド・マゼランが航海中に観測するまで知られていなかった。
1750年に天の川が円盤状の星の集まりという説を述べたトーマス・ライトは、また夜空に見られる星雲の中には同じような形状を持つものがある可能性を示唆した。イマヌエル・カントは1755年の論文でアンドロメダが孤立した天体だと述べたが、太陽系になる前のガス円盤という考察に止まった。
18世紀末にはシャルル・メシエが『メシエカタログ』を完成させた。この中には109個の明るい星雲状天体が含まれ、後にウィリアム・ハーシェルによって5000個の星雲リストまで拡張された。1845年、ロス伯爵ウィリアム・パーソンズが製作した新しい望遠鏡によって、楕円状と渦巻状の星雲を見分ける事が可能になった。さらに彼はいくつかの星雲について個々の光源を見分け、イマヌエル・カントがかつて主張した説の裏づけを行った。
1912年にはヴェスト・スライファーが明るい星雲について分光法を用いた解析を行い、その成分が太陽系に存在する化学物質か否かを調べた。ところが、これらは大きく赤方偏移していることが判明し、銀河系の宇宙速度よりも速く遠ざかっている事が判明した。したがって、これらの星雲は銀河系の重力場に捉えられておらず、その一部とは言いがたい事が示された。

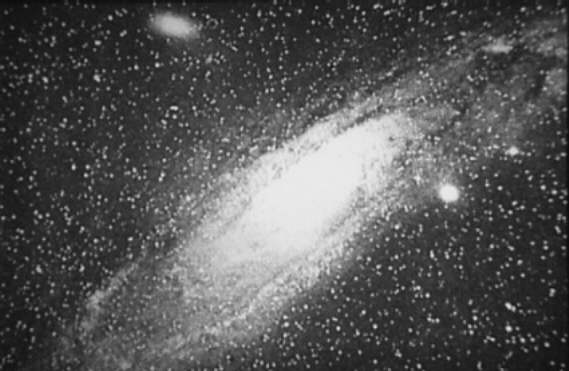
1899年に撮影されたアンドロメダ大星雲の写真。後に、この星雲は銀河であることが判明した。

1917年、ヒーバー・ダウスト・カーチスがアンドロメダ大星雲（メシエ天体M31）の中に新星（アンドロメダ座S星）を発見した。さらに写真記録を辿り、新たに11個の新星が見つかった。彼は、これら新星が銀河系内で発生するものよりも平均10等級光が弱い事に着目し、その距離が約15万パーセク離れているとはじき出した。彼は、渦巻状の星雲は独立した銀河であると考える、いわゆる島宇宙仮説 (island universes hypothesis) の提唱者となった
1920年、ハーロー・シャプレーとヒーバー・ダウスト・カーチスの間で、天の川や渦巻状の星雲および宇宙の次元についての議論、いわゆる大論争（シャプレー・カーチス論争）が行われた。
この問題は1920年代初頭に決着を見た。1922年、天文学者のエルンスト・エピックはアンドロメダ星雲までの距離を理論的に求め、銀河系外の天体であると主張した。エドウィン・ハッブルは、ウィルソン山天文台に据えられた新造の100インチ望遠鏡を用いて渦巻状の星雲中の星々やケフェイド変光星を観察し、その距離を求めた。その結果、これらが銀河系の領域をはるかに超える遠い場所にある事を突き止めた。1926年ハッブルは銀河の分類を発表した。

銀河の回転曲線問題を示すグラフ。横軸は中心からの距離 (Distance)、縦軸はその位置にある星の速度 (Velocity)。理論的には (A) の関係が予測されたが、観測結果は(B) を示した。

### 現代の研究
1944年、ヘンドリク・ファン・デ・フルストは恒星間にある原子状水素ガスが放つマイクロ波である21cm線の存在を予言した。これは、1951年に観測された。この放射線は宇宙塵による吸収の影響を受けないため、ドップラー効果を測れば銀河内におけるそれぞれの運動位置を確定できるため、天の川銀河の研究に役立った。この観測によって、天の川銀河にも棒渦巻銀河のような構造があるかも知れないという仮説が提唱された。
1970年代、ヴェラ・ルービンの研究から銀河の回転曲線問題が提唱された。銀河中の星からガスまでの視認可能な物質の総量が、これら物質の回転速度から考えられている値に足りていないというものである。この辻褄を合わせるため、巨大な質量を持ちながら不可視の暗黒物質が存在すると説明された。

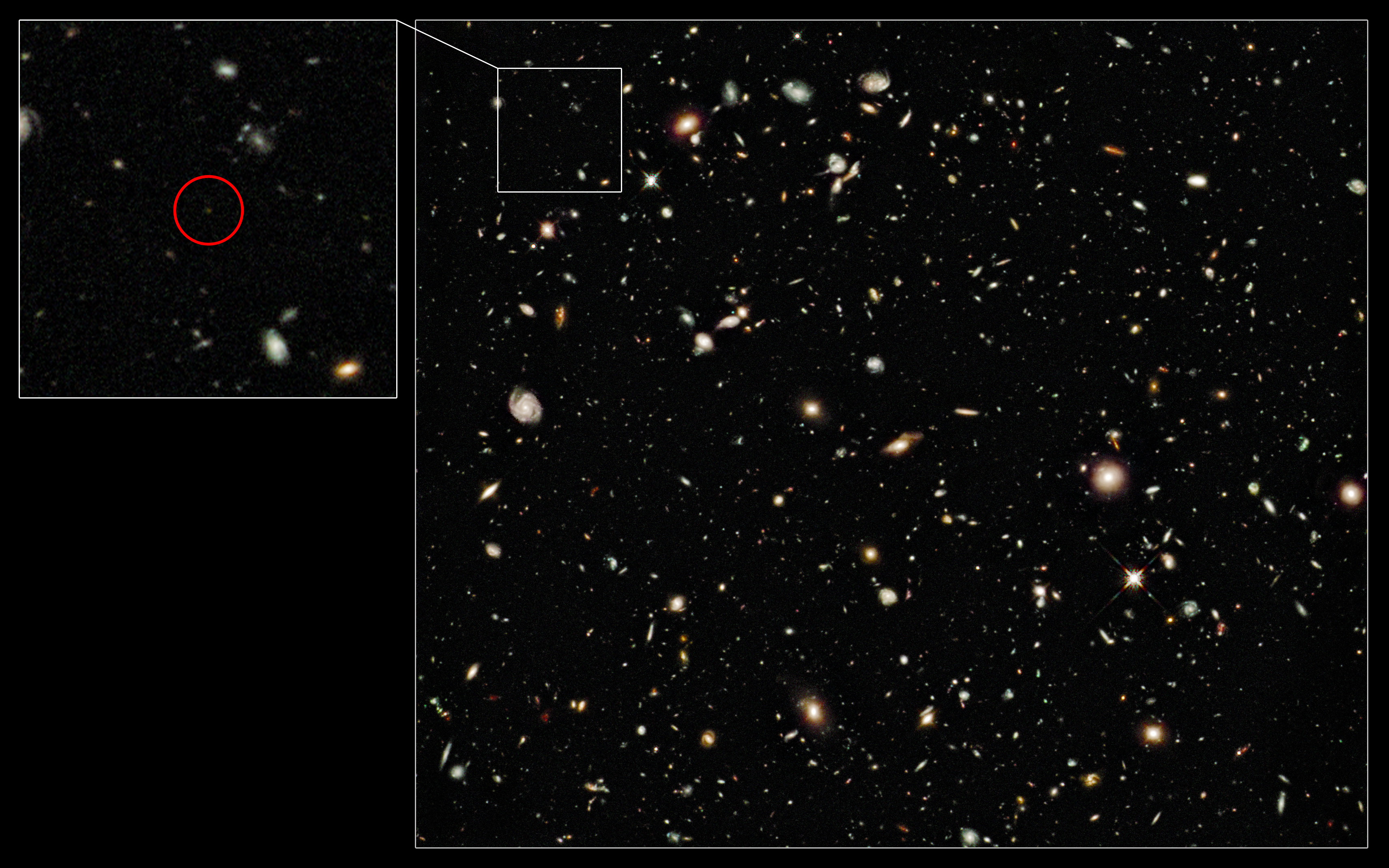
最も遠くにある銀河のひとつ UDFy-38135539

1990年初頭、ハッブル宇宙望遠鏡が天体観察能力を格段に進歩させた。その成果の一つに、もし天の川銀河が暗黒物質を失えば、本質的には微小に過ぎない星々だけでは維持できないという事が確認された。また、ハッブル・ディープ・フィールドと呼ばれる夜空の星がない部分へ長時間露光することで捉えられる領域を撮影した結果から、宇宙には約1250億個の銀河がある証拠が見つかった。人間が視認できない電磁スペクトルを検知する電波望遠鏡や赤外線カメラまたはX線望遠鏡などの技術開発は、ハッブル宇宙望遠鏡では撮影不能な観測を実現した。特に、銀河面吸収帯と呼ばれる天の川によって視認できない領域の先を調査可能とし、数多い銀河の発見に至った。

### 観測天文学
天の川銀河の外にも銀河が存在する事が判明してから、初期の段階ではもっぱら可視光線の観察が行われた。ほとんどの星は可視光線領域に放射の最高点があり、銀河の観察においても可視光天文学の主要な対象となる。また、イオン化されたHII領域や宇宙塵がつくる腕の観察などでは、スペクトル分析が用いられる。1970年代からはCCDが導入され、高感度の検出が可能になった。
しかし、星間物質中に存在する宇宙塵は可視光線で把握しづらい。そこで、赤外線を観察する手法が用いられる。これは、巨大分子雲や銀河中心の観察にも有効である。また、赤方偏移を起こしている宇宙の初期段階に形成された銀河の観察にも使われる。赤外線は大気中の水蒸気や二酸化炭素に吸収されやすいため、観測には高地の天文台や宇宙望遠鏡が使われる。
最初の非可視光線による銀河観測は、活動銀河を対象に、電波が用いられた。5キロヘルツから30ギガヘルツの間の電波は、大気の干渉をほとんど受けず透過する。大きな電波干渉計は活動銀河が銀河バルジから放つ宇宙ジェットを捉えることができる。また電波望遠鏡は、初期宇宙に存在し、のちに銀河形成の材料となったイオン化されていない水素が崩壊時に放つ21cm線の観察を可能とする。このような分野は電波天文学と呼ばれる。
紫外線天文学やX線天文学は非常に詳しい銀河の現象を観察できる。遠い銀河で、星の物質が強い潮汐力によってブラックホールに引きずり込まれる際、紫外線の発光が起こる。銀河団の中に漂う熱せられたガス成分はX線によって観測可能である。また、銀河中心に位置する超大質量ブラックホールの存在も、X線天文学がもたらした成果のひとつである。